# Kasteel van Lublin
Het Kasteel van Lublin is een neogotisch kasteel in de stad Lublin in Polen, en is deels een van de oudste nog bestaande residentiekastelen van Polen. Het werd oorspronkelijk gebouwd voor Koning Casimir II en is nu zetel van het Museum van Lublin. Met uitzondering van woontoren en kapel is het nieuw gebouwd in de 19e eeuw. De kapel wordt gezien als een van de belangrijkste middeleeuwse gebouwen uit de geschiedenis van Polen. In de Kapel van de Heilige Drie-eenheid bevinden zich unieke fresco's waarin de schildertechnieken van het Oosters christendom en het Westers christendom samenkomen. Deze hofkapel laat de essentie zien van het toenmalige Koninkrijk Polen en het latere Polen-Litouwen.

## Geschiedenis

### Vóór 1830
Oorspronkelijk werd de 12e-eeuwse op een heuvel gebouwde walburcht door een aarden wal en houten omheining omgeven. In de eerste helft van de 13e eeuw werd de bakstenen woontoren gebouwd, die thans nog steeds het hoogste gebouw is van het kasteel en het oudste gebouw van Lublin. Onder Koning Casimir III werd een volledig stenen kasteel gebouwd. Onder de Jagiellonen verbleven vaak leden van de koninklijke familie in het kasteel. In de 16e eeuw werd het verbouwd tot zijn huidige omvang onder leiding van Italiaanse meesters uit Krakau. De belangrijkste geschiedkundige gebeurtenis vond plaats in 1569, met de ondertekening in het kasteel van de Unie van Lublin, de stichtingsakte van het Pools-Litouwse Gemenebest.
Als gevolg van de 17e-eeuwse oorlogen, leed het kasteel onder toenemend verval. Enkel de oudste delen: woontoren en kapel, bleven intact. Na het Congres van Wenen (1815) was Lublin onder Russisch bestuur gekomen. In de jaren 1820 werd op initiatief van Stanisław Staszic een complete restauratie van het kasteel uitgevoerd. Met uitzondering van woontoren en kapel werd het volledig in neogotische stijl herbouwd. Dit gebouw volgde een fundamenteel ander concept dan het voorgaande kasteel, mede ingegeven door de wens er een gevangenis in te richten.

### Gevangenis

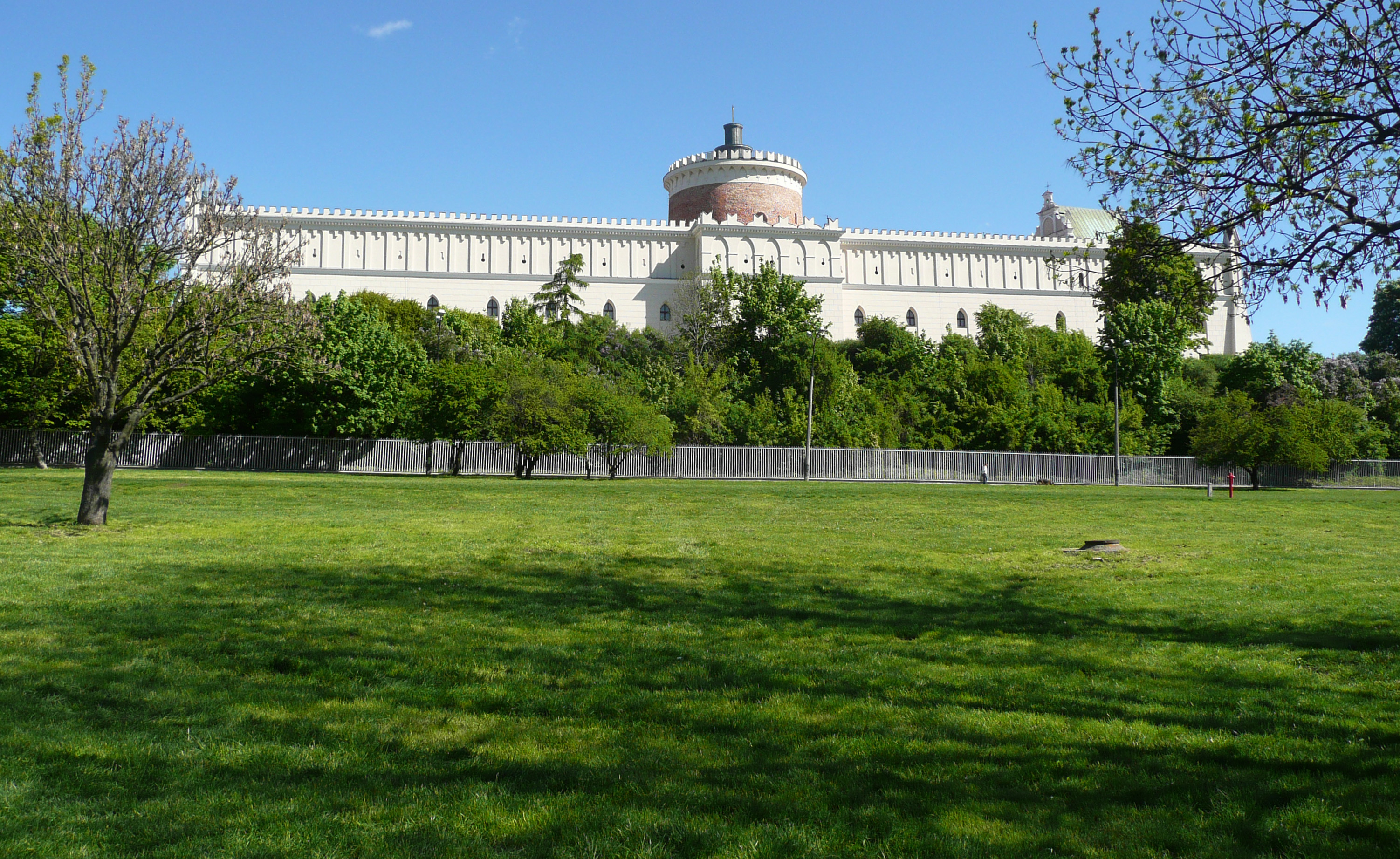

Het kasteel diende 128 jaar als gevangenis:
- van 1831 tot 1915 als tsaristische
- van 1915 tot 1939 voor het onafhankelijke Polen.
- van 1939 tot 1944 voor de Duitse bezettingsmacht. Ongeveer 40.000 tot 80.000 gevangenen, waaronder veel Poolse verzetsstrijders, verbleven hier voordat ze naar een concentratiekamp werden doorgestuurd
- van 1944 tot 1954 als dienstlokalen voor de Russische geheime dienst en later het Poolse Ministerie van Binnenlandse Veiligheid (Ministerstwo Bezpieczeństwa Publicznego)

### Museum
In 1954 werd de gevangenis uiteindelijk gesloten. Na verbouwing en restauratie werd het in 1957 heropend als hoofdzetel van het Museum van Lublin. Belangrijkste stukken uit de collectie zijn twee monumentale schilderijen van Jan Matejko en een ikonenverzameling.